# دایانا ویکرز
دایانا ویکرز (به انگلیسی: Diana Vickers) (متولد ۳۰ ژوئیه ۱۹۹۱)شاعر و خواننده، بازیگر تئاتر و جدیداً طراح مد است که فعالیتش را بعد از نیمه نهایی پنجمین دوره عامل ناشناخته انگلستان که یک برنامه استعداد یابی است شروع کرد. او در سال ۲۰۰۸ در این برنامه شرکت کرد.